# Mayte Ivonne Chávez García
Mayte Ivonne Chávez García (Ciudad de México, 26 de agosto de 1979) es una árbitra mexicana. Ha dirimido juegos de la Primera División de México, la Primera División Femenil de México y ha participado en justas internacionales como ocho copas del mundo y los Juegos Olímpicos.

## Trayectoria
Chávez es licenciada en pedagogía. Inició actividades en 2001. Debutó como árbitra asistente en el juego Cruz Azul Hidalgo vs Atlético Mexiquense, ocurrido el 10 de septiembre de 2006. En 2004 le fue dado el Gafete FIFA para poder arbitrar partidos gestionados por esa federación. Desde entonces ha sido árbitra asistente en todas las ligas gestionadas por la Federación Mexicana de Fútbol Asociación, incluyendo las ligas masculinas y femeniles, así como partidos internacionales de Concacaf, ocho mundiales y tres justas olímpicas.
En 2021 formó parte de la Jornada 10 del torneo Guardianes 2021, mismo en el que participaron ocho mujeres árbitras en distintos encuentros del futbol profesional mexicano, situación que nunca había ocurrido.

## Partidos dirigidos

### Mundiales
- Copa Mundial Femenina de Fútbol Sub-17 de 2008
- Copa Mundial Femenina de Fútbol Sub-17 de 2010
- Copa Mundial Femenina de Fútbol Sub-17 de 2018
- Copa Mundial Femenina de Fútbol Sub-20 de 2010
- Copa Mundial Femenina de Fútbol Sub-20 de 2014
- Copa Mundial Femenina de Fútbol de 2011
- Copa Mundial Femenina de Fútbol de 2015
- Copa Mundial Femenina de Fútbol de 2019

### Juegos Olímpicos
- Juegos Olímpicos de Pekín 2008
- Juegos Olímpicos de Londres 2012
- Juegos Olímpicos de Río de Janeiro 2016
- Juegos Olímpicos de Tokio 2020

## Premios y reconocimientos
- Premio Nacional del Deporte, 2021[5]